# 雲霧林

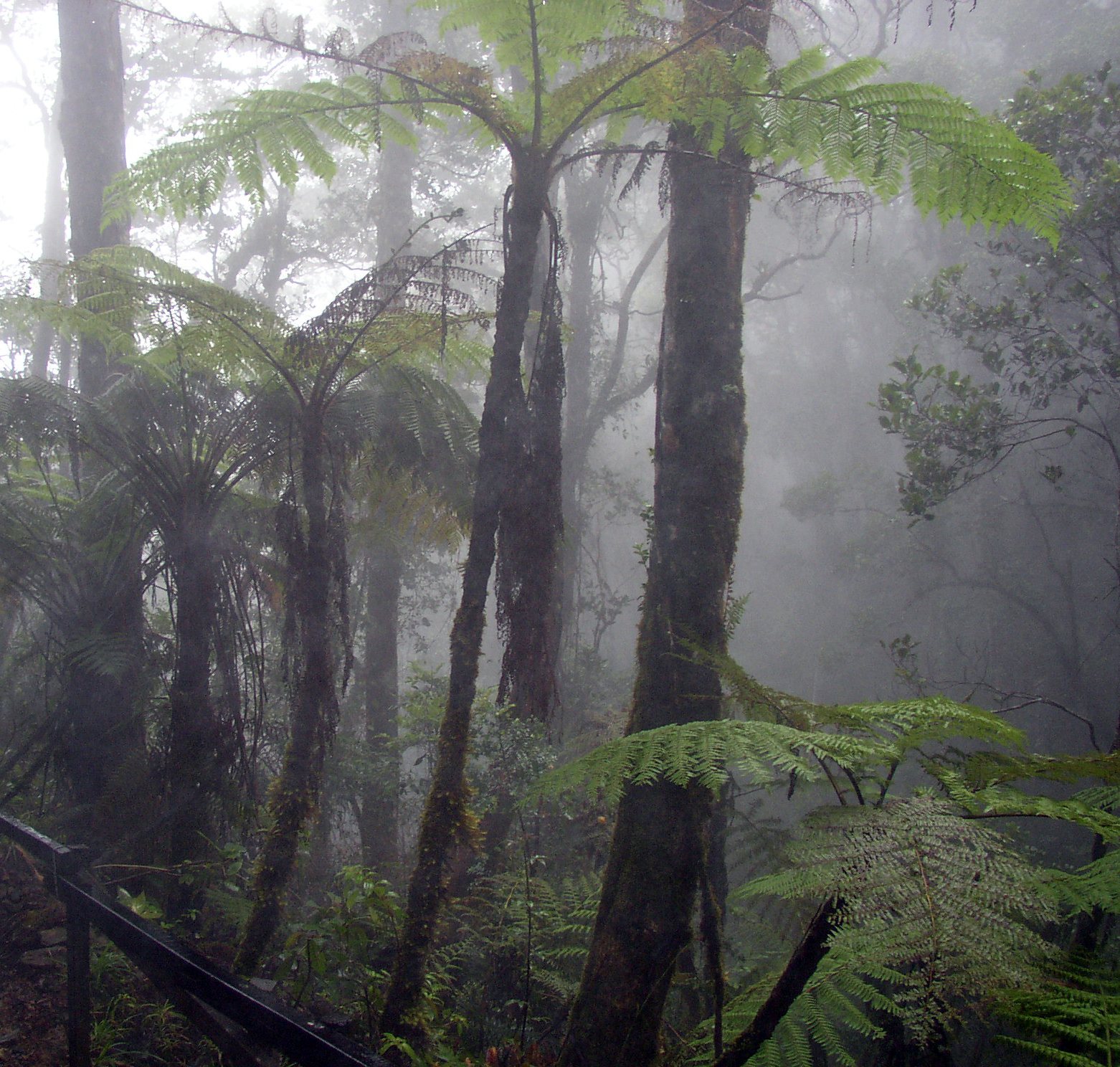
ボルネオ島キナバル山の雲霧林

雲霧林（うんむりん）とは、熱帯・亜熱帯地域の山地で霧（下から見れば雲）が多く湿度の高い場所に発達する常緑樹林である。広い意味で多雨林に含まれる。
雲霧林は比較的狭い高度範囲にのみ発達する。一般に日射が少ないので、低地林に比べると樹高は低いが分枝が多い。湿度が高いため、着生植物やシダが一般の多雨林よりさらに多い。特に地面や樹木の幹・枝に蘚苔類が繁茂するのを特徴とするので、蘚苔林（せんたいりん）とも呼ばれる。土壌は腐植質に富み、養分も多いが泥炭化しやすい。
世界ではインドネシア周辺、アフリカの一部、南米のアンデス山脈北部など熱帯域に多い。温帯域でも例えば小笠原の母島の中央山地や父島中央部の一部、屋久島や奄美大島、徳之島、国外ではマデイラ諸島など暖帯の一部に分布する。